# Cultura afro-americana
A cultura afro-americana ou afro-estadunidense refere-se às contribuições culturais de afro-americanos para a cultura dos Estados Unidos, seja como parte distinta ou dominante da cultura estadunidense. A identidade distinta da cultura afro-americana está baseada em preceitos históricos do povo afro-americano, incluindo o tráfico de escravos para o Atlântico. A cultura, apesar de suas divisões, tem enorme influencia na população estadunidense.
A cultura afro-americana foi, de modo essencial, enraizada na África Ocidental e na África Central, fazendo com que a maioria dos afro-americanos tivessem ascendência iorubá. Compreender a identidade afro-americana é, em termos antropológicos, conscientizar-se das origens como uma grande mistura das Áfricas. Embora a escravidão tenha restringido a capacidade dos afro-americanos de praticarem suas tradições culturais, muitas práticas, valores e crenças, no entanto, sobreviveram ao longo tempo. Algumas se alteraram ou se misturaram com a tradição europeia. A identidade afro-americana foi estabelecida durante todo o período escravista, produzindo uma cultura dinâmica que continua a impactar profundamente a América e todo o mundo.
Os rituais e cerimônias elaboradas constituíram uma parte significativa da cultura ancestral afro-americana. Sociedades da África Ocidental tradicionalmente acreditavam na existência de espíritos que habitavam a natureza em que viviam. A partir deste pensamento, envolviam-se de modo cuidadoso com o ambiente. Acreditavam, também, que existia uma fonte da vida espiritual após a morte, e que os ancestrais operavam entre o criador supremo e os vivos.
No início do século XVIII, o cristianismo começou a se espalhar pelo norte da África. A transfiguração religiosa começou a influenciar as práticas espirituais tradicionais do continente africano. Os africanos escravizados trouxeram essa dinâmica religiosa para a América. A fusão de crenças tradicionais com o cristianismo deu espaço a um lugar comum para a prática de religiões afro-americanas.
Após a emancipação negra, tradições afro-americanas continuaram a florescer nos campos da música, arte, literatura, religião, gastronomia e outros campos. Sociólogos do século XX, como Gunnar Myrdal, acreditavam que os afro-americanos perderam grande parte de seus laços culturais com a África.  No entanto, pesquisas de nível antropológico, como as de Melville Jean Herskovits, demonstrou que o laço cultural permaneceu mesmo após a ocorrência da diáspora africana.
Durante muitos anos, a cultura afro-americana desenvolveu-se separadamente da cultura europeia-americana, por questões ligadas à escravidão e à persistência discriminatória da América. Nos dias atuais, a cultura afro-americana é parte substancial da cultura americana e, no entanto, continua a ser distinta à cultura local.

## História da cultura afro-americana
Desde os início da escravidão nos Estados Unidos no século XVII, os proprietários de escravos procuraram exercer controle sobre seus escravos e tentaram tirá-los de suas raízes culturais africanas. O isolamento e a marginalização social dos escravos facilitaram a retenção de elementos significativos para a formação da cultura tradicional entre os africanos no Novo Mundo e nos Estados Unidos. Os donos de escravos tentaram reprimir organizações políticas ou culturais, com a intenção de lidar com as rebeliões ou atos de resistência que ocorriam nos Estados Unidos, Brasil, Haiti e Guiana Holandesa.
As culturas africanas, a escravidão, as rebeliões de escravos e o movimento pela existência de direitos civis moldaram a religião, a família, a política e a economia dos afro-americanos. Além disso, a impressão africana é evidente em todo o mundo, por meio da política, economia, linguagem, música, estilos de cabelo, moda, dança, religião e culinária. Por sua vez, a cultura afro-americana teve um impacto exorbitante em termos de transformação na cultura americana. Ao longo do tempo, a cultura dos escravos africanos e seus descendentes têm sido onipresente na cultura americana e mundial.

### Tradição oral
Os proprietários de escravos limitaram a educação de escravos afro-americanos, pois temiam que o ensino pudesse trazer questionamentos à escravatura presente e, de modo ostensivo, criar o desejo de emancipação. Nos Estados Unidos, a legislação que negou a educação formal de escravos contribuiu para a conservação da forte tradição oral característica de comunidades indígenas africanas. Baseadas na África, as tradições orais tornaram-se o principal meio de preservação histórica e cultural. Com as práticas de griots, indivíduos que se encarregavam do mantimento de informações e dados históricos, fez com que multas culturas africanas que não utilizavam a linguagem escrita fossem beneficiadas. Os elementos culturais foram repassados em nível hereditário. O folclore proporcionou aos afro-americanos a capacidade de inspirar, educar e reproduzir sua cultura aos demais.
Compadre Coelho e os contos heroicos do herói folclórico John Henry são exemplos de contos populares afro-americanos. As histórias do Tio Remus de Joel Chandler tornaram os contos afro-americanos mais populares em sociedade. Outras narrativas como Signifying Monkey, The Ballad of Shien e a lenda de Stagger Lee compõem o aparato de contos afro-americanos.
O legado da tradição oral afro-americana manifestou-se de diversas formas. Os pregadores afro-americanos tendem a fazer uma apresentação ao invés de simplesmente falar. A emoção é realizada através do tom, volume e cadência do falante, refletindo no clímax do sermão. Na maioria das vezes, o sermão é acompanhado de dança, canções, pausas estruturadas. Chamada e resposta é outro elemento penetrante da tradição oral afro-americana. Em contraste com muitas culturas americanas e ocidentais, a reação da plateia é considerável. Este padrão de interação está presente na música, particularmente no jazz e no blues. A retórica hiperbólica e provocativa é característica de religiões afro-americanas, geralmente caracterizadas como discurso profético.
A modernidade e a migração de comunidades negras para o Norte dos Estados Unidos pressionaram a retenção de práticas e tradições culturais negras. Os espaços urbanos suscitaram questões entre antropólogos e sociólogos no que se tange o risco de perder a cultura do Sul. O estudo sobre o medo de perder as raízes culturais é focado nas obras da escritora Zora Neale Hurston. Por meio de seus extensos estudos folclóricos, culturais, Hurston afirmou que as culturas sulistas não estavam morrendo. Em vez disso, afirmou a evolução, desenvolvimento e recriação da cultura afro-americana em diferentes regiões. As dezenas, palavras utilizadas em jogos, o signifying, prática verbal da cultura para a denotação de palavras, o trash-talk, comunicação de cunho intimidatório ou humorístico utilizada em eventos de esporte, a inversão semântica e o jogos de palavras, são características da tradição oral de afro-americanos. A arte oral é o exemplo mais direto de como a tradição oral afro-americana sofreu expansão na modernidade. Muitos artistas empregam as mesmas técnicas orais de pregadores afro-americanos, incluindo o movimento, o ritmo e a participação do público. O rap, a partir de 1980, foi visto como uma extensão da cultura oral.

### Renascimento do Harlem

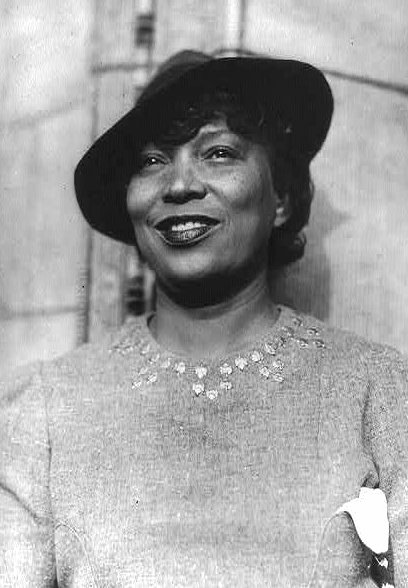
Zora Neale Hurston foi uma proeminente escritora literária durante o Renascimento do Harlem

O primeiro grande reconhecimento publico da cultura afro-americana ocorreu durante o Renascimento do Harlem, com o filósofo Alain LeRoy Locke. Nos anos de 1920 e 1930, a música, a literatura e a arte afro-americanas ganharam notoriedade. Autores como Zora Neale Hurston, Nella Larsen, Langston Hughes, Claude McKay e Countee Cullen, escreveram obras descrevendo a experiência afro-americana. O jazz, o swing e o blues entraram na música popular americana. William H. Johnson e Palmer Hayden criaram obras de arte que retratavam a vida afro-americana.
O Renascimento de Harlem foi o maior envolvimento dos afro-americanos na política. Entre os notáveis movimentos políticos afro-americanos do século XX, estão o United Black Improvement Association e a Associação National de Apoio às Pessoas de Cor. Em 1930, o movimento The Nation of Islam, um notável movimento religioso de raízes islâmicas, foi iniciado.

### Movimento cultural afro-americano
O movimento negro Black Power, ocorrido entre 1960 e 1970, foi parte da sequência do movimento dos direitos civis. O movimento promovia orgulho racial e coesão étnica, em contraste com os demais movimentos, adotando uma postura militante em relação ao racismo. O Movimento das Artes Negras foi um expressivo movimento de renascimento literário e artístico de povos afro-americanos, ocorrido entre 1960 e 1970..
A consciência racial e política foi influenciada por artistas como Nina Simone, The Impressions, bem como a poesia, as artes plásticas e a literatura da época. Nikki Giovanni, Don L. Lee, Amiri Baraka e Sonia Sanchez foram escritores, editores e poetas proeminentes do Movimento das Artes Afro-americanas. Além deles, destacavam-se Ed Bullins, Dudley Randall, Mari Evans, June Jordan, Larry Neal e Ahmos Zu-Bolton.
Outro aspecto importante do Movimento das Artes Afro-americano foi a infusão da estética africana, o retorno do orgulho étnico e a evidência de sensibilidade cultural coletiva durante o Renascimento do Harlem, da corrente Negritude e do preceito black is beautiful. Durante esse período, ressurgiu-se o interesse por elementos africanos e afro-americanos que tinham sido suprimidos durante o eurocentrismo americano. Os penteados naturais, as roupas africanas, com o dashiki, abrangeram popularidade.

## Música

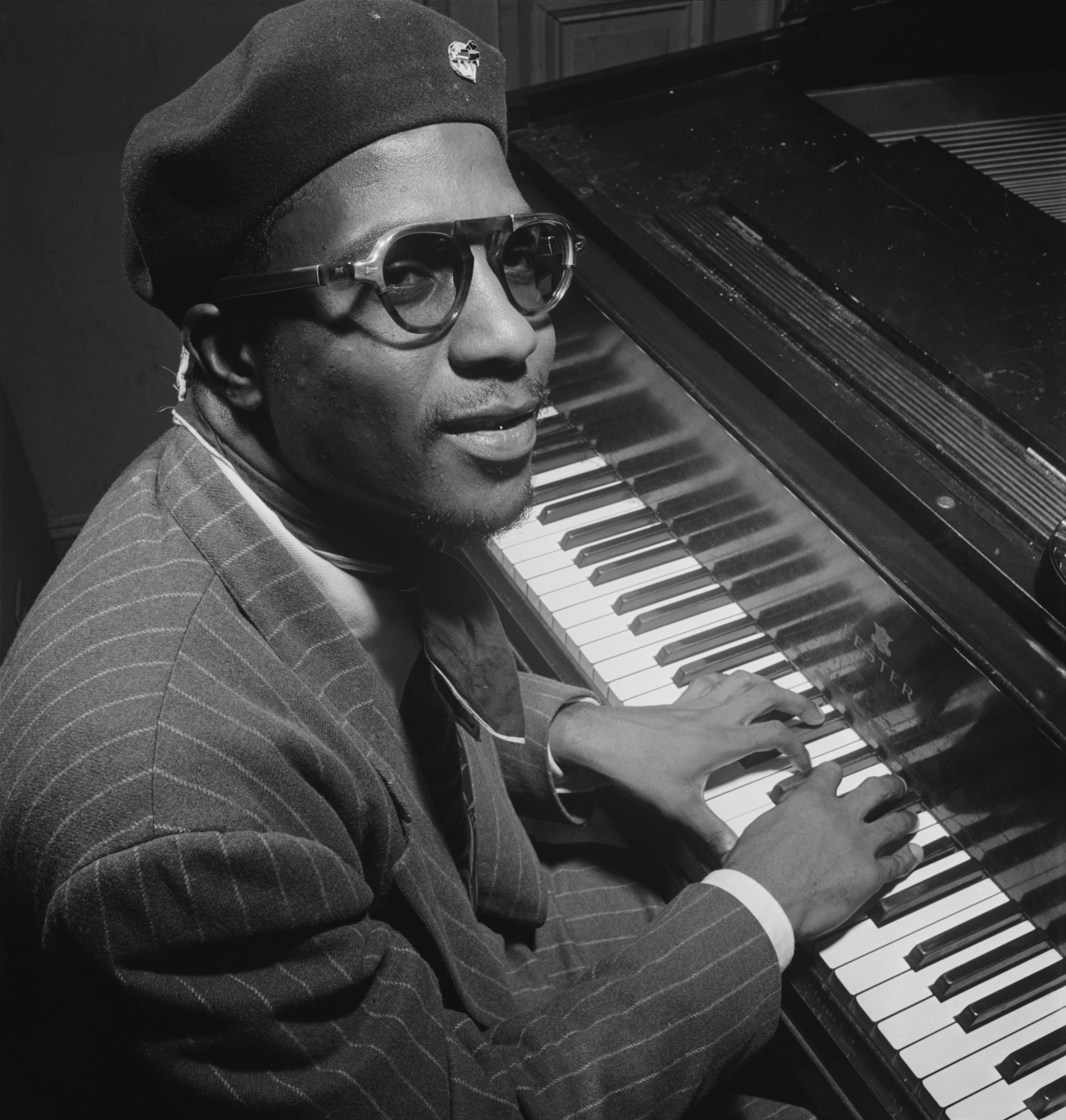
Thelonious Monk no ano de 1947

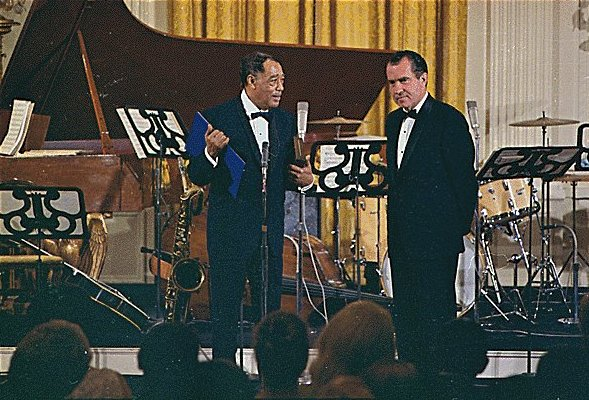
Duke Ellington, no recebimento da Medalha Presidencial da Liberdade, ao lado de Richard Nixon

A música afro-americana é enraizada pela polirritmia de grupos étnicos da África, especificamente do Sahel e da regiões subsaarianas. As tradições culturais desenvolvidas ao longo da história africana, influenciaram o processo de criação da música ao transmitirem mensagens importantes, histórias, educação e alívio do sofrimento pessoal. A musicalidade africana é caracterizada pela chamada e resposta, síncope, percussão, improvisação, balanceamento de notas, falsetto, melisma harmonia complexa. Durante a escravidão, africanos residentes da América combinaram hinos europeus tradicionais com elementos africanos para criar rituais espirituais.
Muitos afro-americanos cantam "Lift Every Voice and Sing", como um complemente ao hino nacional americano. Escrita por James Weldon Johnson para o aniversário de Abraham Lincoln, a música era, e continua a ser, uma maneira de expressão popular que reflete a luta dos negros, a fé e a esperança para o futuro. A canção foi adotara como Hino Nacional Negro pela Associação Nacional para o Progresso de Pessoas de Cor em 1919. Muitas crianças afro-americanas aprende a música e sua importância na escola, igreja ou por suas famílias. Geralmente, canta-se "Lift Every Voice and Sing" após ou ao invés de The Star-Spangled Banner, em eventos organizados por igrejas, escolas ou organizações afro-americanas.

### Ministrel Show
No século XIX, como resultado do blackface nos espetáculos de Minstrel Show, a música afro-americana entrou para a sociedade americana. No início do século XX, vários gêneros musicais afro-americanos transformaram a música popular americana. A década de 1920 tornou-se conhecida como Jazz Age, em que inovações tecnológicas influenciaram o jazz, o blues e o swing, por meio de inovações tecnológicas. O início do século XX viu a criação dos primeiros espetáculos afro-americanos da Broadway, como Aleluia e o musical Porgy and Bess.
O rock and roll, o doo wop, o soul e o R&B foram desenvolvidos em meados do século XX, influenciando, posteriormente, outro gêneros como a surf music. Durante a década de 1970, the dozens, tradição urbana afro-americana para intimidar adversários nas rimas, tornou-se popular na música. No sul do Bronx, a conversação rítmica do rapping foi fortalecida, abrangendo o hip hop.

### Contemporaneidade
O hip hop tornou-se um movimento multicultural, no entanto, ainda era importante para muitos afro-americanos. O Movimento Cultural Afro-Americano das décadas de 1960 e 1970 impulsionou o crescimento do funk, do hip hop, do hip house, do new jack swing e do go-go. A house music afro-americana foi mais aceita do que a música popular americana no século XXI. Além da continuidade no desenvolvimento musical feito por artistas, artistas deram início ao neo soul e o funk moderno.
Na arte contemporânea, a vida negra foi utilizada como matéria-prima na representação artística e estética do afro-americano. A forma de como os traços faciais dos negros foram transmitidos como estereótipos pela mídia, ainda continua sendo uma influência no meio das artes. A dicotomia no meio da arte está presente como na obra de Dana Schutz, Open Casket, que representou o assassinato de Emmett Louis Till. Por outro lado, artistas negros como Kerry James Marshall retratam o corpo negro como um elemento invisível negro.

## Artes

### Dança

Performance do espetáculo Blues Suite pelo Alvin Ailey American Dance Theatre

A dança afro-americana, assim como os demais componentes culturais, encontra suas primeiras raízes em danças de centenas de grupos instituídos durante a escravidão nas Américas, bem como a influência europeia nos Estados Unidos. A dança na tradição africana era parte da vida diária e de ocasiões especiais da vida dos escravos. Em muitas dessas tradições, permeavam movimentos corporais, o grito e outros elementos de linguagem corporal africana. Tais aspectos estão presentes até hoje na dança moderna.
No século XIX, a dança afro-americana teve suas primeiras aparições em eventos de apresentações de ministrel. Na maioria das vezes, tais apresentações caracterizaram o público afro-americano como caricaturas ridicularizadas. O cakewalk foi a primeira dança afro-americana a ganhar destaque entre dançarinas brancas, nos anos de 1980. Devido à sua forte influência, danças posteriores como o charleston, o Lindy Hop, o jitterburg e o swing complementaram as danças de tradição africana.
Durante o Renascimento do Harlem, apresentações afro-americanas da Broadway, como o Shuffle Along de Eubie Blake, fomentaram o estabelecimento e a legitimidade dos dançarinos afro-americanos. O toque, a combinação de influências africanas e europeias dentro das danças afro-americanas, tornaram-se populares graças a dançarinos como Bill Robinson. As danças, portanto, eram usualmente utilizadas por dançarinos brancos, que muitas vezes contratavam dançarinas afro-americanas.
A dança afro-americana contemporânea descende de culturas como a africana e a caribenha. Grupos como o Alvin Aley American Dance Theatre contribuíram para o crescimento das danças. A dança popular moderna na América é, de fato, fortemente influenciada pela dança afro-americana. O hip hop atraiu, também, grande parte da cultura afro-americana em sua dança.
O turfing, dança típica afro-americana]], emergiu de movimentos de caráter sociopolítico na área da baía de São Francisco. A dança é caracterizada pela representação à perda de vidas afro-americanas, devido ao preconceito e à brutalidade policial presente em Oakland, na Califórnia.. A dança, portanto, expressa e integra sentimentos como a solidariedade, o apoio social, a paz e o discurso de igualdade racial no mundo atual.

### Arte
Desde as origens em comunidades de escravos, até o final do século XX a arte contribuiu vitalmente para a arte dos Estados Unidos. Entre o século XVII e o o início do século XIX, a arte afro-americana esteve presente em forma de pequenos tambores, edredons, figuras de ferro e vasos de cerâmica. Estes artefatos têm semelhanças com o artesanato presente na África Ocidental e África Central. Em contraste com a arte desenvolvida, artesãos como Scipio Moorhead e Joshua Johnson, criaram a arte elementada em figuras da Europa Ocidental.
Durante o século XIX, a escrava Harriet Powers fez colchas na Geórgia rural, atualmente consideradas os melhores exemplos de quilting do século em questão. Posteriormente, já no século XX, as mulheres de Boykin desenvolveram um estilo de acolchoado distinto, mais arrojado, sofisticado e baseado em colchas afro-americanas. As características das colchas das mulheres de Gee's Bend, um grupo praticante de quilting, trouxe simplicidade geométrica e influências modernas da arte. Após a Guerra de Secessão, museus e galerias começaram a exibir, com maior frequência, o trabalho do povo afro-americano. A expressão cultural em espaços convencionais ainda era limitada pela estética europeia. Para aumentar a visibilidade de seus trabalhos artísticos, muitos artistas afro-americanos engajaram em viagens para a Europa a fim de conquistarem maior liberdade artística. Apesar do insucesso, foi apenas no Renascimento do Harlem que europeus americanizados tomaram conhecimento da arte africana na América.
Durante os anos de 1920, artistas como Raymond Barthé, Aaron Douglas, Augusta Savage e o fotógrafo James Van Der Zee, tornaram-se amplamente conhecidos devido ao seu trabalho. Durante a Grande Depressão, surgiram novas oportunidades para estes e outros artistas por meio da política administrativa do fomento. Nos anos posteriores, instituições como a Fundação Harmon de Nova Iorque, buscaram a promoção do talento artístico afro-americano. Augusta Savage, Elizabeth Catlett, Loïs Mailou Jones, Romare Bearden e Jacob Lawrence exibiram suas apresentações e conquistaram seguidores.
Nas décadas de 1950 e 1960, o número de artistas afro-americanos era muito pouco. Apesar disso, a associação The Highwaymen, composta por 27 artistas afro-americanos, encarregou-se da criação de imagens idílicas e da paisagem da Flórida. A venda de cerca de 50.000 obras acontecia em carros de artistas. Redescobertas em meados de 1990, hoje são conhecidas como uma parte importante da história popular americana. As obras, portanto, fazem parte da coleção de muitos entusiastas artísticos.
O Movimento das Artes Negras de 1960 e 1970 foi outro período de ressurgimento no interesse pela arte afro-americana. Durante esse período, artistas como Lou Stovall, Ed Love, Charles White e Jeff Donaldson, ganharam proeminência nacional. Jeff Donalsdon e um grupo de artistas afro-americanos formaram o Afrocentric, que existe até hoje. O escultor Martin Puryear, cujo trabalhado foi aclamado há anos, foi homenageado com uma retrospectiva de 30 anos sobre o seu trabalho no Museu de Arte Moderna de Nova Iorque, em novembro de 2007.  Em relação à arte afro-americana contemporânea, Willie Cole, David Hammons, Eugene J. Martin, Mose Tolliver, Reynold Ruffins, William Tolliver e Kara Walker estão incluídas no meio.

### Literatura
A literatura afro-americana é influenciada pelas tradições orais de escravos africanos da América. Os escravos utilizaram de fábulas da mesma forma que utilizaram a música como expressão social. Estas histórias influenciaram escritores e poetas afro-americanos no século XVIII, como os escritores Phillis Wheatley e Olaudah Equiano. Em meados do século XX, no Renascimento do Harlem, artistas como Langston Hughes, W. E. B. Du Bois e Booker T. Washington encontraram, na literatura, um modo de responder contra discriminação racial na América. No movimento dos direitos civis, escritores como Richard Wright, James Baldwin e Gwendolyn Brooks, escreveram sobre os problemas tangentes à segregação racial, à opressão e aos aspectos do modo de vida americano. Atualmente, a tradição literária afro-americana é continuada por escritores como Alex Haley, em sua obra Negras Raízes: A Saga de uma Família, Alice Walker, em sua obra A Cor Púrpura, Toni Morrison, em seu romance Amada e nas ficções de Octavia Butler e Walter Mosley.

### Museus
O Movimento do Museu Afro-americano surgiu durante os anos de 1950 e 1960 com o intuito de preservar o patrimônio afro-americano, além de garantir sua legitimidade interpretativa dentro da história americana. Museus dedicados à história afro-americana são encontradas em diversos bairros afro-americanos. Instituições como o Museu e Biblioteca Afro-Americana, em Oakland, o Museu Afro-Americano, em Cleveland, e o Museu Natchez de História e Cultura Afro-Americana, em Natchez, foram criados para investigar a história cultural afro-americana que, até as últimas décadas, era preservada apenas por tradição oral. A história afro-americana é, também, instituída em museus como o Museu DuSable de História Afro-americana, de Chicago e o Museu Nacional de História e Cultura Afro-americana, em Washington.

## Linguagem
As dificuldades anacrônicas impostas à comunidade afro-americana criaram padrões de linguagem distintos dos demais. Na maioria das vezes, proprietários de escravos misturavam, de modo intencional, pessoas que falavam outros idiomas, com a intenção de fragilizar e desencorajar o uso da linguagem africana. Combinando este fator com a proibição educacional de escravos, levou-se ao desenvolvimento de pidgins, meio de comunicação simplificado desenvolvido entre dois ou três grupos culturais. O crioulo, comum na região de Louisiana, e o língua gullah, comum às regiões de Carolina do Sul e Geórgia são exemplos básicos de pidgins.
Há, na cultura afro-americana, a presença do inglês vernáculo afro-americano. Este mecanismo de comunicação é uma variedade linguística composta por dialetos, etnoletos e socioletos do inglês americano, falado por trabalhadores da classe urbana e por afro-americanos de classe média. Apesar de ser considerado um agrupamento de gírias e de composições pobres de linguagem, acadêmicos consideram um dialeto legítimo devido a sua estrutura lógica. Grande parte de afro-americanos que nasceram fora da parte Sul dos Estados Unidos falam com influência do inglês vernáculo. Devido à complexidade e diferenciação das outras línguas do país, muitas crianças afro-americanas têm dificuldade escolares devido ao restrito tipo de comunicação.

## Moda e estética

### Trajes
A explosão cultural Movimento das Artes Negras de 1960 colaborou com a incorporações trajes culturais afro-americanos com elementos da moda moderna. O tecido kente é um dos mais conhecidos nos países afro-americanos, geralmente utilizados em festividades e em outras variedades comemoratias. Criado pelos povos axântis, jejes, Gana e Togo, o tecido kente aparece em uma série de t-shirts, gravatas e faixas de cintura. As peças de kente costumam ser costuradas em vestes litúrgicas e acadêmicas. Desde o movimento das artes negras, a roupa tradicional africana tem sido utilizada em ocasiões formais e informais entre os afro-americanos. As vestimentas da cultura afro-americana é fomentada, também, por cores vibrantes, panos de lama e roupas e jóias com símbolos 'Adinkra.
Outro aspecto memorável na moda da cultura afro-americana é o vestido apropriado para os cultos de igrejas da população negra. As mulheres, portanto, utilizam vestidos e ternos em cores vibrantes. A presença da religião na moda afro-americana fez com que mulheres passassem a usar chapéus mais elaborados como coroas. has led to the tradition of wearing elaborate Sunday hats, sometimes known as "crowns".

### Cabelo
O estilo de cabelo na cultura afro-americana é amplamente variado. Geralmente, o cabelo é composto por cachos ondulados ou enrolados. Muitas mulheres, na maioria das vezes, optam por usar os cabelos em seu estado natural, como parte de um movimento que prega esta ideia. Os cabelos naturais são utilizados de várias maneiras, incluindo o afro, dreadlocks e wash and go, prática de higiene capilar com finalização básica. Com a tentativa de enquadrar mulheres negras em padrões europeus de beleza, há décadas a classe dominante tentou inserir a ideia de que o cabelo negro era ruim. Por outro lado, algumas mulheres preferem a aplicação de processos químicos e térmicos para mudar o estilo do cabelo. Embora seja uma questão de preferência pessoal, a escolha é afetada pelo padrão de cabelo liso do Ocidente. Nos últimos anos, as mulheres têm feito menos mudanças em seus cabelos, mantendo-os em estado natural.
À medida em que os homens envelhecem e adquirem a calvície, o cabelo é cortado ou totalmente depilado. Desde a década de 1960, no entanto, penteados naturais como afro, tranças e dreadlocks têm se tornado populares. Apesar da associação política com alguns estilos de cabelo, os tipos de penteados alcançaram uma aceitação social considerável. O cuidado com a barba prevalece mais entre homens afro-americanos do que em outros homens dos Estados Unidos. A manutenção natural da barba entre homens afro-americanos deve-se em parte ao gosto pessoal, mas porque também estão mais propícios geneticamente ao desenvolvimento de Pseudofolliculitis barbae.
Afro-americanos de origem europeia tendem, portanto, a adotarem técnicas de corte diferentes dos afro-americanos. Há, portanto, ações que buscam promover modelos com características americanas definidas, incorporando o penteado natural e, nas mulheres, o corpo voluptuoso.

## Religião
Apesar da prática eminente de religiões pelos afro-americanos, o protestantismo é a mais prevalente. Em adição, 14%  da população de muçulmanos dos Estados Unidos e Canadá são negros.

### Cristianismo

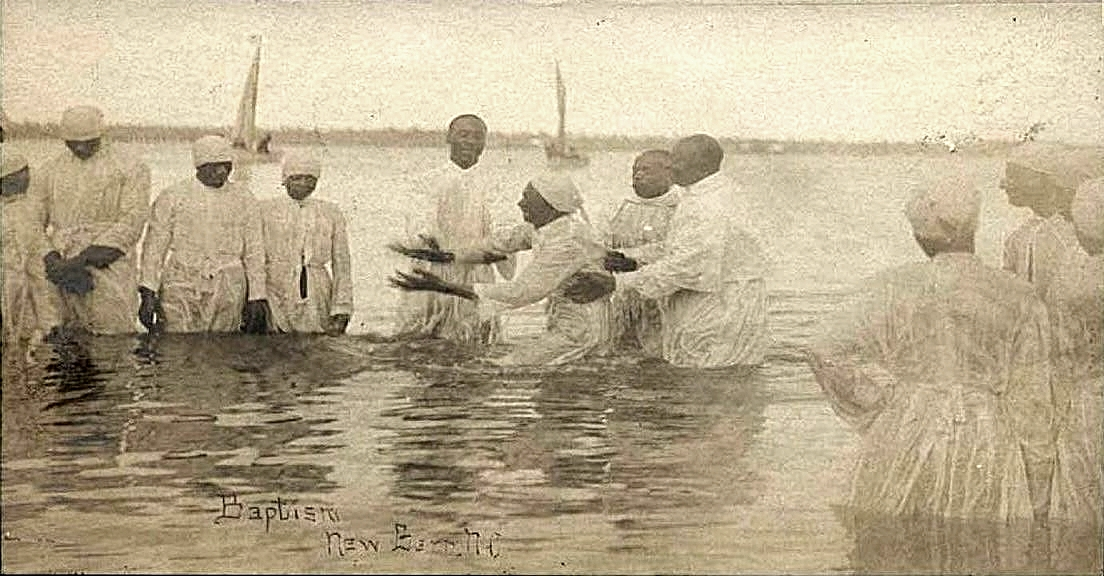
Batismo realizado em New Bern, na Carolina do Norte, em meados do século XX

As instituições religiosas de cristãos afro-americanos são referidas coletivamente às igrejas em que a maioria é negro. Durante a escravidão, muitos escravos foram impedidos de professarem suas crenças devido ao preconceito intrínseco à raça, fazendo com que fossem forçados à conversão do cristianismo.
As igrejas afro-americanas ensinavam que todos eram iguais perante aos olhos de Deus, levando em conta a doutrina da obediência ao mestre de igrejas brancas como um ato de hipocrisia, já que eram praticantes do castigo corporal. Por outro lado, a igreja afro-americana centrou-se na mensagem de igualdade e na busca de um futuro melhor. A AME Church foi a primeira denominação cristã a ser criada após o processo emancipatório de afro-americanos, por Richard Allen, em 1787.
Após da Guerra Civil Americana, a fusão de três grupos religiosos da Igreja Batista deu origem à Convenção Batista Nacional. A organização é a maior organização religiosa afro-americana. O papel da igreja afro-americana está associado à importância e à necessidade de proporcionar posições de liderança e organização em sociedade, negadas anteriormente no processo de escravidão. Por isso, pastores afro-americanos tornaram-se uma ponte viável de comunicação entre comunidades afro-americanas e europeias-americanas e, portanto, desempenharam um papel crucial no movimento dos direitos civis.
Como a maioria dos cristãos, os cristãos afro-americanos participam de cantatas e eventos natalinos. A obra Black Nativity, do dramaturgo Langston Hughes, é um relato da história clássica da natividade juntamente com a música gospel. Em todo o país, é possível encontrar produções afro-americanas ligadas ao natal, como em teatros e igrejas.

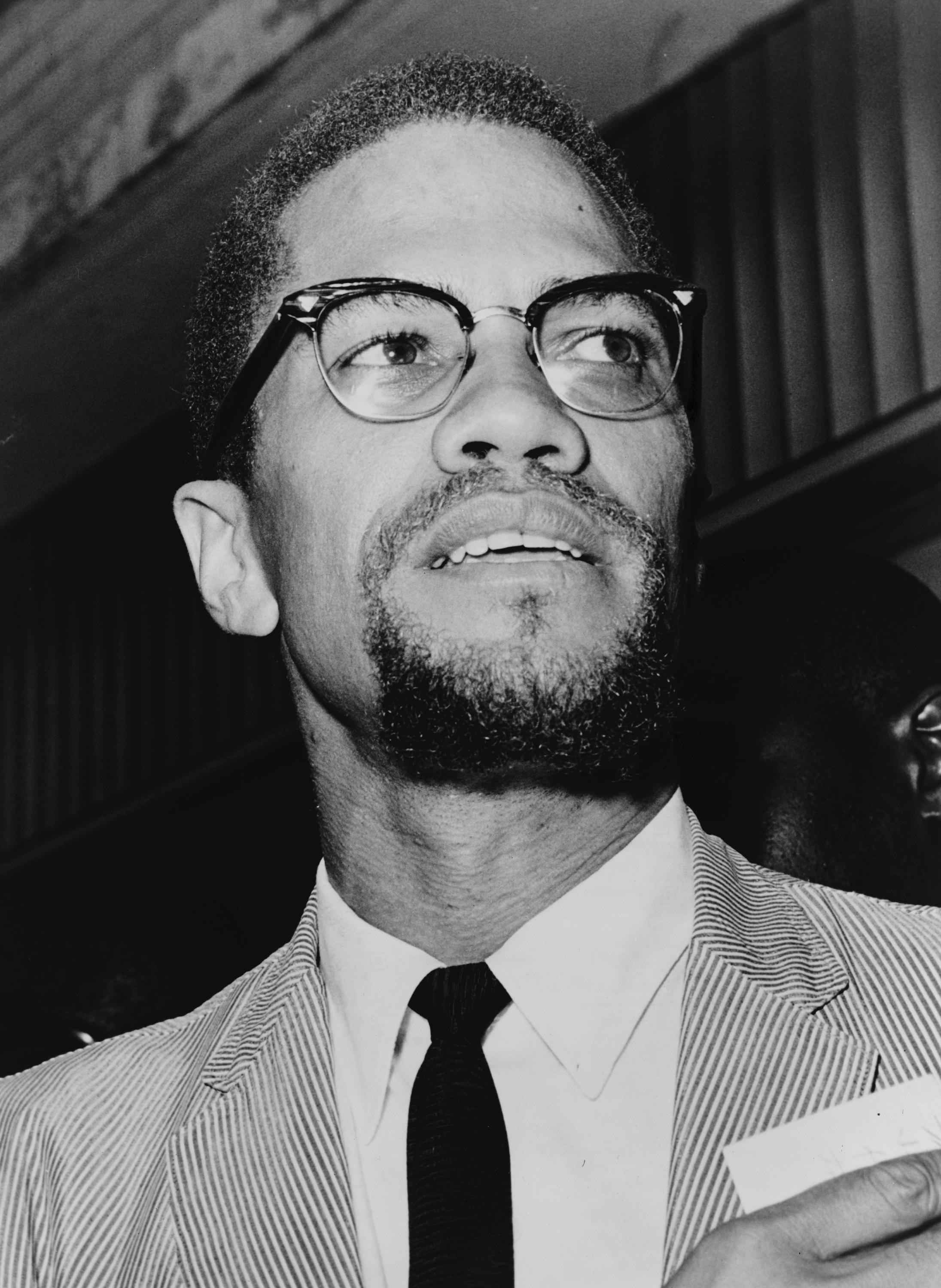
Malcolm X, um notável muçulmano afro-americano, membro da Nation of Islam e convertido ao sunismo

### Islamismo
Devido ao comércio transaariano entre tribos do sul do Saara, árabes e berberes do norte da África, a religião islâmica foi prosperamente introduzida na África Ocidental. O historiador da África Ocidental explica, em suas obras, que: "O principal motivo para o sucesso da religião islâmica na África negra decore, consequentemente, da propagação dos antigos povos africanos, espalhando-a por toda a jurisdição local". Escravos da primeira geração eram capazes de manter sua identidade muçulmana, diferentemente dos seus descendentes. Por meio da força, escravos foram convertidos ao cristianismo em terras católicas, além do assédio grosseiro em relação às suas religiões nativas.
Décadas após a escravidão e particularmente durante a Grande Depressão, o Islã surgiu sob a forma de movimentos altamente visíveis e comumente controversos à comunidade afro-americana. O primeiro dos pontos foi a criação do Moorish Sciente Temple of America, por Nobre Drew Ali. Sob a colaboração de Wallace Fard Muhammad, a instituição ganhou mais força que, mais tarde, originou a Nation of Islam em 1930. Assim como Malcolm X, que deixou a Nation of Islam em 1964, muitos afro-americanos seguem o islamismo tradicional. Muitos membros da Nation of Islã converteram-se ao sunismo, quando Warith Deen Mohammed assumiu o controle da organização. Uma pesquisa realizada pelo Conselho de Relações Américo-Islâmicas mostrou que, cerca de 30% dos participantes da Mesquista de Sunni são afro-americanos. De fato, a maioria dos muçulmanos afro-americanos são muçulmanos ortodoxos, pois apenas 2% fazem parte da Nation of Islam.

### Judaísmo
Existem cerca de 150.000 afro-americanos nos Estados Unidos que praticam a religião judaica. Alguns deles são membros de grupos judaicos como o judaísmo reformista, o movimento conservador e o movimento ortodoxo. Os demais grupos judeus não-comuns são de populações negras de origem israelita e hebraica. Os israelitas, em sua maioria, têm praticas religiosas derivadas do judaísmo. Estudos têm demonstrado que nos últimos quinze anos houve um aumento importante de afro-americanos praticantes da fé judaica. O rabino Capers Funnye, primo de primeiro-grau de Michelle Obama, afirmou que, por ser judeu, há um rompimento de barreiras étnicas impostas aos afro-americanos.

### Outras religiões
Além do cristianismo, islamismo e judaísmo, existem afro-americanos praticantes do budismo e de outras religiões. Muitos afro-americanos professam religiões tradicionais africanos, como o vodum da África Ocidental, a santería, o ifá e o movimento rastafári. A maioria dos praticantes das religiões supracitadas são descendentes ou imigrantes do Caribe e da América do Sul. Devido aos rituais que diferem das religiões comuns dos Estados Unidos, como o sacrifício animal, grande parte de grupos religiosos com tendências tradicionais da África sofrem preconceito, discriminação e, na maioria das vezes, são vítimas de assédio.

### Irreligião
Em 2008, uma pesquisa do Pew Forum concluiu que 12% dos afro-americanos eram irreligiosos. Desta pesquisa, 11% eram irreligiosos, 1% agnósticos e menos de 0,5% eram ateístas.

## Comemorações
Para a maioria dos afro-americanos, o cumprimento com as datas comemorativas é um padrão cultural. Devido à convivência contínua entre brancos e afro-americanos, o ideário da perspectiva de cultura afro-americana era semelhante. Alguns afro-americanos, no entanto, criaram ritos de passagem ligados à tradições africanas. Os ritos baseiam-se na espiritualidade, na responsabilidade e na liderança, sendo ensinados para meninos e meninas desde a pré-adolescência, focando na imersão da cultura africana.
Até hoje, em algumas cerimônias de casamentos, casais afro-americanos optam por pular a vassoura como parte da celebração., Embora a prática tenha perdido a credibilidade após o fim da escravidão, nos últimos anos é visível um ressurgimento da prática como herança africana. As tradições funerárias variam de acordo com uma série de fatores, incluindo a religião e a localização. Na cultura afro-americana, é comum a reunião de familiares e amigos no velório e no enterro. Para os povos afro-americanos, a espiritualidade é de grande importância. Durante todo o processo ligado à morte, há a presença de algum líder religioso. Com base nas crenças africanas, a morte é, em alguns casos, vista como transitória e não um decreto final. Em algumas regiões dos Estados Unidos, a morte é celebrada com o jazz, onde música, dança e comidas incentivam a vida fúnebre e a reunião de amigos e familiares.

## Culinária
Ao estudar a cultura afro-americana, a culinária serve como base para entender tradições, religião e a interação de afro-americanos com as demais estruturas sociais e culturais de suas comunidades. Observando a forma de preparo de seus alimentos desde a era da escravidão, muito é revelado a cerca da identidade da cultura afro-americana nos Estados Unidos. Derek Hicks examina as origens do gumbo, que é considerado um dos principais alimentos da comunidade afro-americana. Nenhuma evidência escrita é encontrada historicamente sobre o gumbo ou receitas que envolvem este prato, afinal, muitas receitas foram repassadas oralmente. O gumbo é descrito como uma das invenções de africanos e afro-americanos escravizados. Ao misturar e cozinhar ingredientes que pertenciam aos seus senhores, tais como os cortes menos desejáveis de carnes e vegetais, estes foram agrupados e deram origem a um prato entre ensopado e sopa. Ao compartilhar o gumbo com igrejas e instituições públicas em geral, a cultura, a experiência, os sentimentos e o apego cultural também são partilhados.

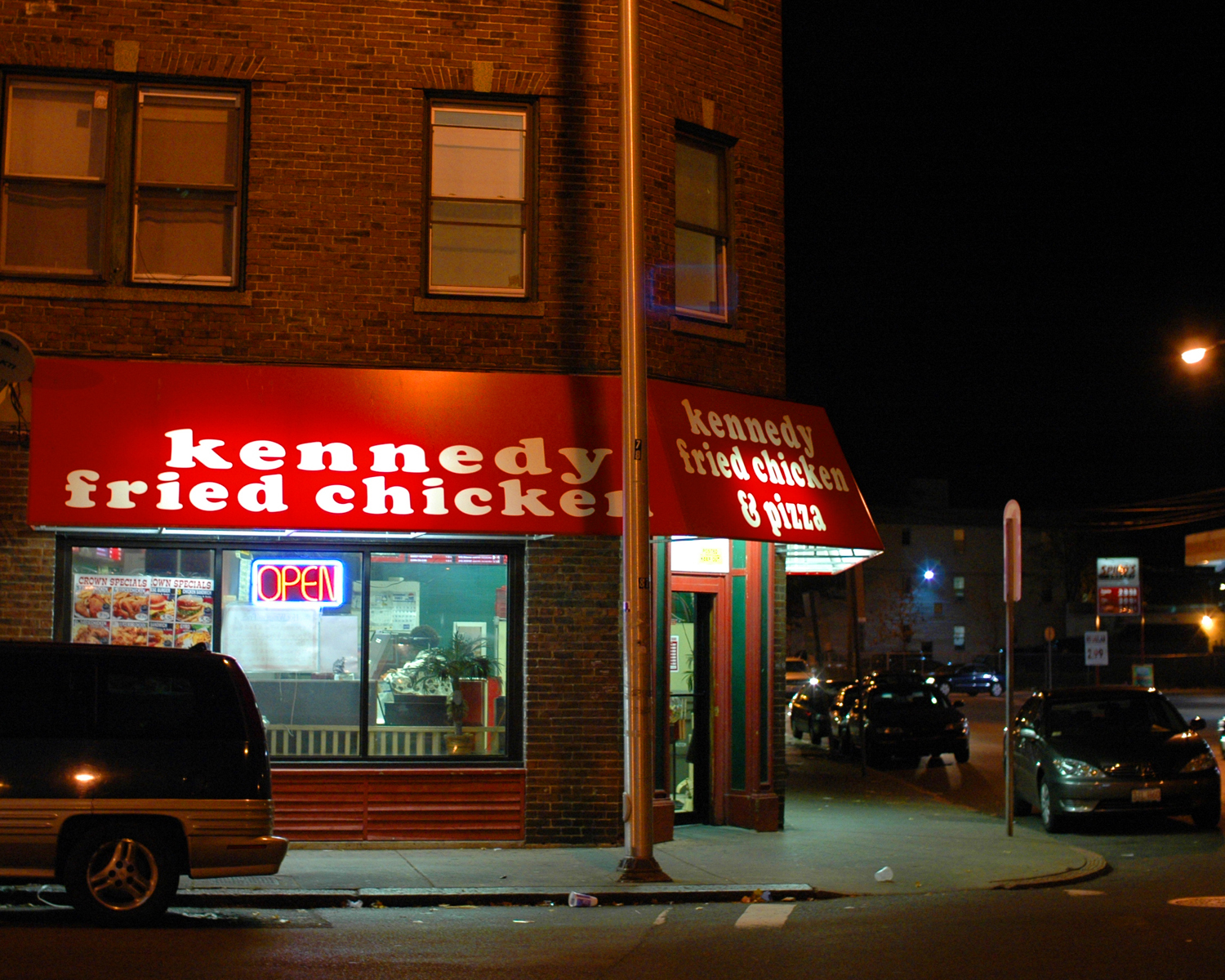
Kennedy Fried Chicken, restaurante conhecido por servir culinária sulista, tem inúmeras filiais em regiões predominantemente afro-americanas

O cultivo e uso de produtos agrícolas nos Estados Unidos, como ervas, amendoim, arroz, quiabo, grãos, corantes e algodão, podem ser atribuídos a influências africanas. Os alimentos afro-americanos refletem respostas criativas à opressão racial, econômica e à pobreza. Sob a escravidão, os afro-americanos não tinham permissão suficiente para comer os melhores cortes de carne e, mesmo após a emancipação negra, muitos tipos de alimentos eram inacessíveis devido ao alto preço.

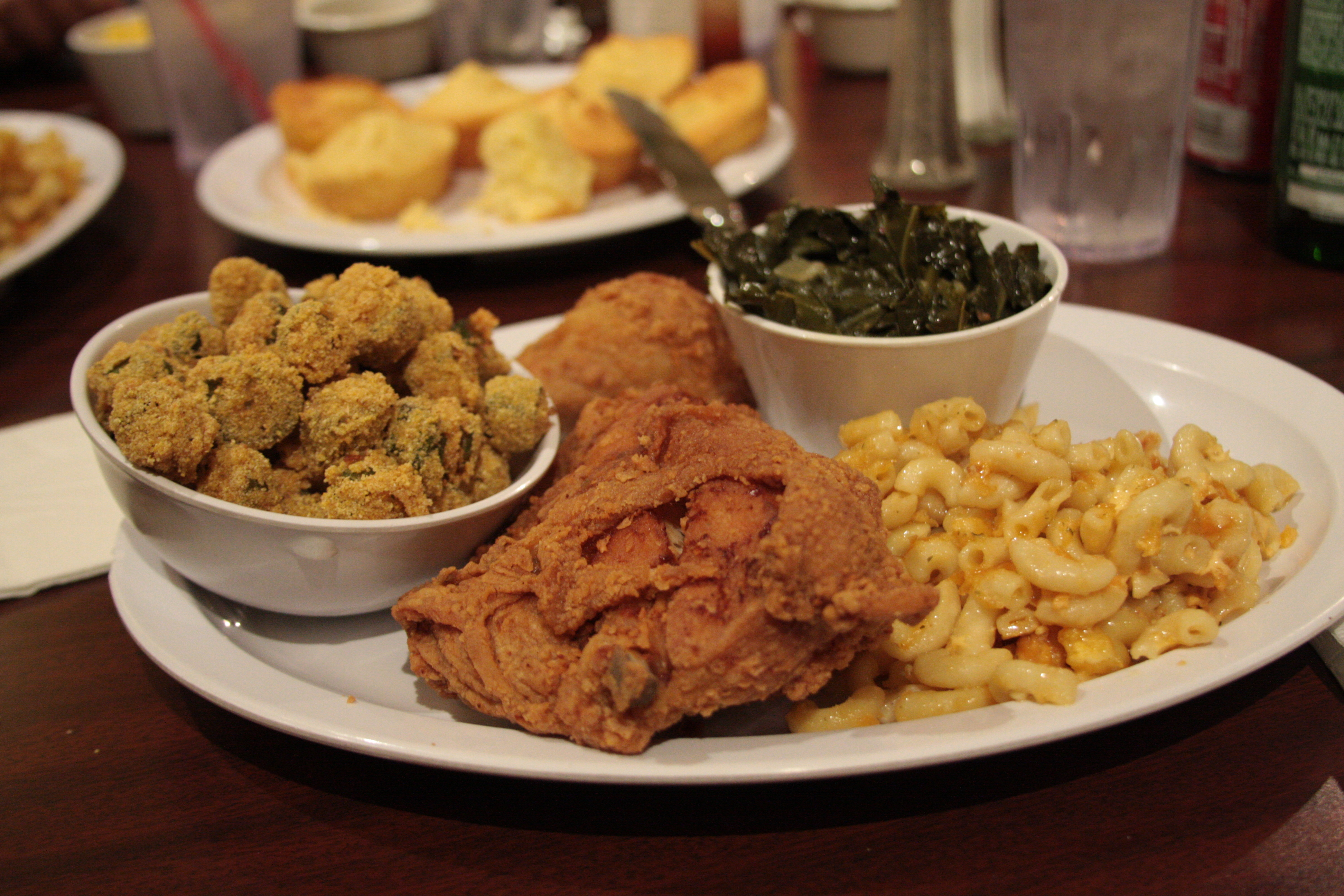
Alimentos sulista tradicional contendo frango frito, macarrão e queijo, couve-galega, quiabo e cornbread

A culinária sulista dos Estados Unidos faz uso criativo de produtos baratos adquiridos da agricultura e da subsistência de caça e pesca. Os intestinos de porco são fervidos e, às vezes, amassados e fritos para fazer chitterlings. Os jarretes de presunto e os ossos do pescoço são utilizados em temperos para sopas, feijões e verduras codizas, como o nabo, couve-galega e mostarda. Outros alimentos comuns, como o frango e peixe frito, macarrão e queijo, cornbread e hoppin' john são preparados de forma simples. Quando a população afro-americana era consideravelmente mais rural do que urbana, o coelho, o gambá, esquilo e as aves aquáticas eram essenciais na dieta. Muitas dessas tradições alimentares são especialmente predominantes em muitas partes rurais do Sul dos Estados Unidos.
Tradicionalmente, a maioria dos alimentos originários da cultura sulista norte-americana é rica em gordura, sódio e amido. Altamente adequados à vida física dos trabalhadores, agricultores e trabalhadores rurais e m geral, atualmente tais substâncias contribuem para a incidência de obesidade, cardiopatias e diabetes em uma população cada vez mais urbana e sedentária. Como resultado, muitos afro-americanos estão utilizando métodos alternativos ao preparo comum, evitando gorduras trans e utilizando óleos vegetais naturais, limitando a quantidade de açúcar refinado em sobremesas e enfatizando o consumo de mais frutas e vegetais do que a proteína animal. Há, no entanto, resistências a tais mudanças, pois muitos acreditam num desvio da culinária tradicional afro-americana.

## Feriados
Assim como ocorre nos demais grupos raciais e étnicos da América, os afro-americanos cumprem feriados étnicos ao lado de feriados americanos tradicionais. O aniversário do líder dos direitos civis dos Estados Unidos, Martin Luther King, é comemorado nacionalmente desde 1983. O Mês da História Negra é outro exemplo de comemoração norte-americana que foi adotada a nível nacional e seu nível é exigido por lei em alguns estados americanos. O mês que comemora a história negra é uma tentativa de focar a atenção em aspectos anteriormente negligenciados pela história americana, principalmente as vidas e histórias de afro-americanos. Durante o mês de fevereiro e para para coincidir com a fundação da Associação Nacional para o Progresso de Pessoas de Cor (NAACP), é comemorado o aniversário de Frederick Douglass, um proeminente abolicionista afro-americano, e Abraham Lincoln, presidente dos Estados Unidos que assinou a Proclamação de Emancipação.
Em 7 de junho de 1979, o presidente Jimmy Carter decretou que o mês de junho seria o mês da música negra. Nos últimos 28 anos, os presidentes anunciaram aos americanos que o Mês da Música Negra, também chamado de Mês da Música Afro-americana, seria reconhecido como uma parte da herança americana. O Mês da Música Negra é destacado com vários eventos, exortando os ciadadãos a se divertir nas variáveis formas e gêneros que vão do gospel ao hip hop. Músicos afro-americanos, cantores e compositores, também são destacados pela contribuição para a história da cultura da nação. O Dia da Emancipação é um dos feriados menos comemorados fora da comunidade afro-americana. Popularmente conhecido como Juneteenth ou Freedom Day, é comemorado para celebrar a leitura oficial da Proclamação de Emancipação de 19 de junho de 1865, no Texas. O Dia da Emancipação é o dia em que os afro-americanos refletem sua história e herança. Outro feriado não comemorado comumente fora da comunidade afro-americana é o aniversário de Malcolm X. O dia é celebrado em 19 de maio em cidades americanas com população afro-americana significativa, como Washington, D.C.
O Kwanzaa é outra celebração afro-americana de grande notabilidade. Diferentemente do Dia da Emancipação, não é amplamente comemorado fora da comunidade afro-americana, embora esteja crescendo em popularidade nas comunidades com vínculo africano. Ron Karenga, estudioso e ativista afro-americano, criou o festival de Kwanzaa em 1966, como uma alternativa à crescente comercialização do Natal. Derivado dos rituais de colheita dos africanos, Kwanzaa é comemorado todos os anos de 26 de dezembro a 1 de janeiro. Os participantes da comemoração afirmam sua herança africana e a importância da família e da comunidade. Na comemoração, há bebida, velas de cor vermelha, preta e verde, símbolos patrimoniais ligados à arte africana e relatos de pessoas que lutaram pela liberdade africana e afro-americana. O Dia das Eleições Negras é outro festival derivados de rituais da cultura africana, especialmente da África Ocidental e gira em torno da votação de um oficial negro nas colônias da Nova Inglaterra durante o século XVIII.

## Família
Quando a escravidão era praticada nos Estados Unidos, era comum que famílias fossem separadas por meio de venda. Mesmo durante a escravidão, no entanto, muitas famílias afro-americanas conseguiram manter fortes laços familiares. Homens e mulheres africanos livres, que conseguiram comprar sua própria liberdade devido à emancipação ou à fuga de seus mestres, muitas vezes trabalharam por muito tempo para comprar os membros de suas famílias que foram presos e encarcerados. Outros, que oram separados por parentes sanguíneos, formaram laços estreitos com base em parentes fictícios. Esta prática reminiscente das tradições orais africanas é conhecida como sanankouya, em que são concedidos status e relações familiares para quem não tem laços sanguíneos.

### Estrutura familiar afro-americana
Imediatamente após a escravidão, as famílias afro-americanas lutaram para reunir e reconstruir o que havia sido tomado. Até meados de 1960, quando a maioria dos afro-americanos viviam sob alguma forma de segregação social, 78% das famílias afro-americanas continham parceiros casados. O número declinou até a metade do século 20. Pela primeira vez desde a escravidão, a maioria das crianças afro-americanas vivem em lares com apenas um dos pais, tipicamente a mãe. Por sua vez, membros mais velhos da família recebem cuidado de membros mais jovens. Tais relações transmitem as tradições sociais e culturais, a religião e costumes em geral.

## Óbices sociopolíticas
Desde o surgimento da Lei dos direitos de voto de 1965, os afro-americanos têm o direito de voto e eleição para cargos públicos. Em 2008, havia aproximadamente 10.000 eleitores afro-americanos na América. Os afro-americanos são predominantemente democratas. Apenas 11% dos afro-americanos votaram a favor de George W.Bush na eleição presidencial nos Estados Unidos em 2004. As questões sociais, tais como o perfil racial, desigualdade social, índices de pobreza, acesso minucioso aos cuidados de saúde e o racismo institucional são tópicos importantes para as comunidades afro-americanas. Embora as divisões de questões raciais e fiscais tenham permanecido durante décadas, aparentemente indicando uma ampla divisão social por meio da etnia, afro-americanos tendem a manter otimismo e preocupação com os demais grupos raciais.
Estes sentimentos sociopolíticos foram expressos através da cultura do hip hop, incluindo o graffiti, breakdance, rap e outros movimentos. Os movimentos contêm declarações sobre temas históricos, bem como a cultura de rua atual e o encarceramento. Os artistas do hip hop desempenam um papel essencial na luta contra as injustiças sociais e têm um papel cultural no que tange as reflexões políticas e sociais do povo afro-americano.
A condenação ao casamento entre pessoas do mesmo sexo é um dos pontos ligados à cultura negra. O discurso é reforçado por líderes da igreja negra e causa, de modo radical, o encobertamento forçado de relações homoafetivas. No entanto, existem os que se posicionam de modo contrário, como a ativista Coretta Scott King e o reverendo Al Sharpton. Al Sharpton, em 2003, foi questionado se apoiava o casamento gay, mas respondeu que poderia ter perguntado se apoiava o casamento preto ou branco.